# Citroën Évasion
Pour les articles homonymes, voir Évasion (homonymie).
 (mai 2023).
Si vous disposez d'ouvrages ou d'articles de référence ou si vous connaissez des sites web de qualité traitant du thème abordé ici, merci de compléter l'article en donnant les références utiles à sa vérifiabilité et en les liant à la section « Notes et références ».
Les Citroën Évasion, Fiat Ulysse I, Lancia Zeta et Peugeot 806 sont des modèles d’automobiles monospace de 5 à 8 places produites par Sevel à Valenciennes (Nord-Pas-de-Calais) entre 1994 et 2002.
Fruit de la coopération entre les constructeurs Fiat et PSA, la gamme des monospaces est construite dans les ateliers de la société Sevel Nord, créée pour l'occasion en 1992.
Ils ne diffèrent que par quelques éléments de carrosserie (feux, boucliers...) et des détails d’équipements intérieurs. Le modèle Lancia est la version la plus luxueuse de la gamme ; alors que le modèle Fiat était le moins cher des quatre.
Ces véhicules ont été lancés pour concurrencer les Chrysler Voyager et Grand Voyager ainsi que la Renault Espace, qui étaient déjà sur le marché depuis plusieurs années. Leur arrivée a coïncidé avec le lancement d'un certain nombre de véhicules concurrents : comme les Ford Galaxy, Volkswagen Sharan, Seat Alhambra (suivant le même principe d'un modèle « badgé » sous plusieurs marques) ou encore Toyota Previa.
NB : le Peugeot Expert n’est autre qu’une version utilitaire du 806 dont il reprend la face avant.

## Évolution
Les véhicules ont été légèrement restylés en 1999.Une autre plateforme de collaboration a été lancée en 2002 pour les remplacer: La nouvelle génération deviendra Citroën C8 - Fiat Ulysse II - Lancia Phedra - Peugeot 807. Le choix de moteurs, fournis par PSA, a évolué au cours des années.

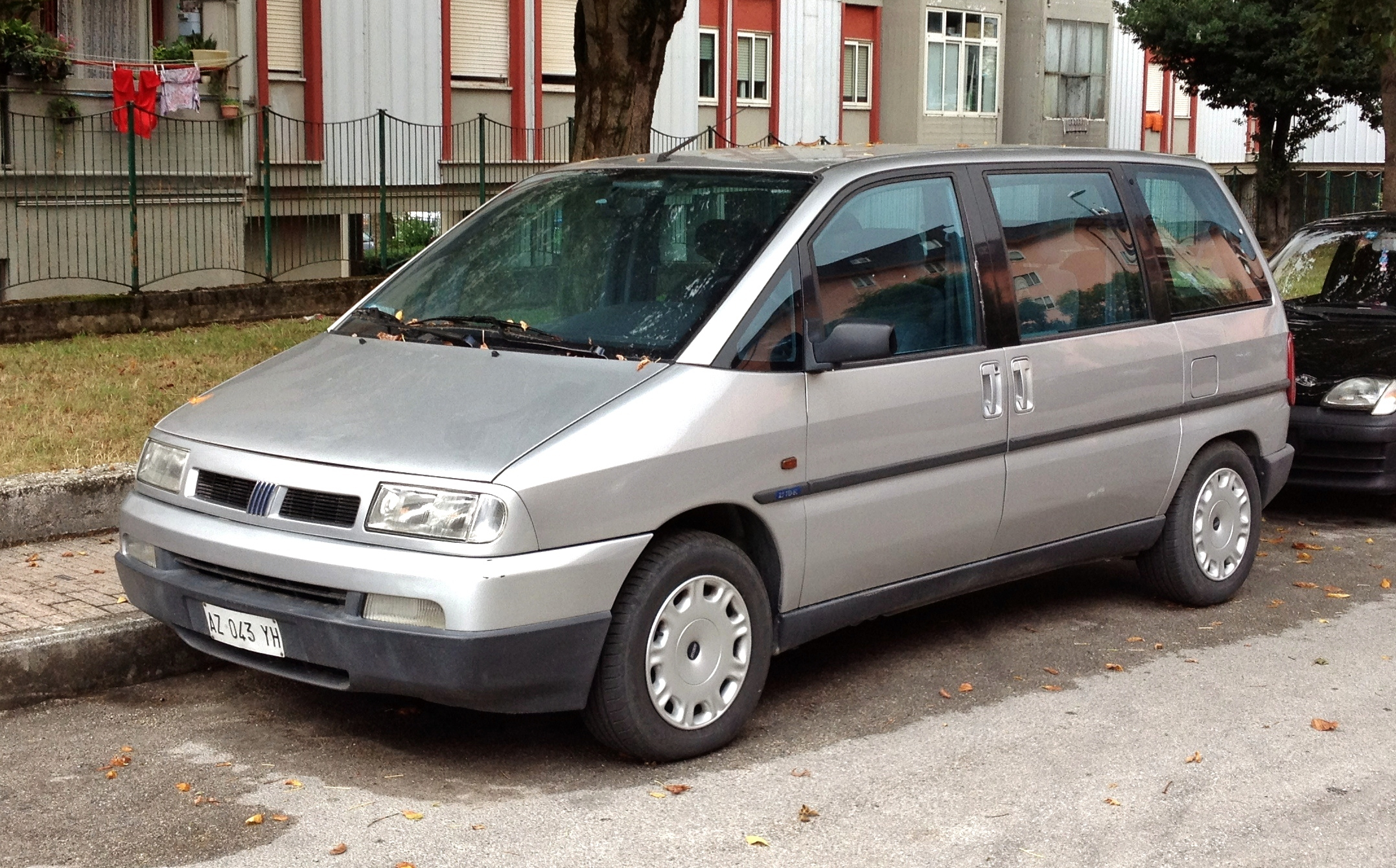
Fiat Ulysse I phase 1
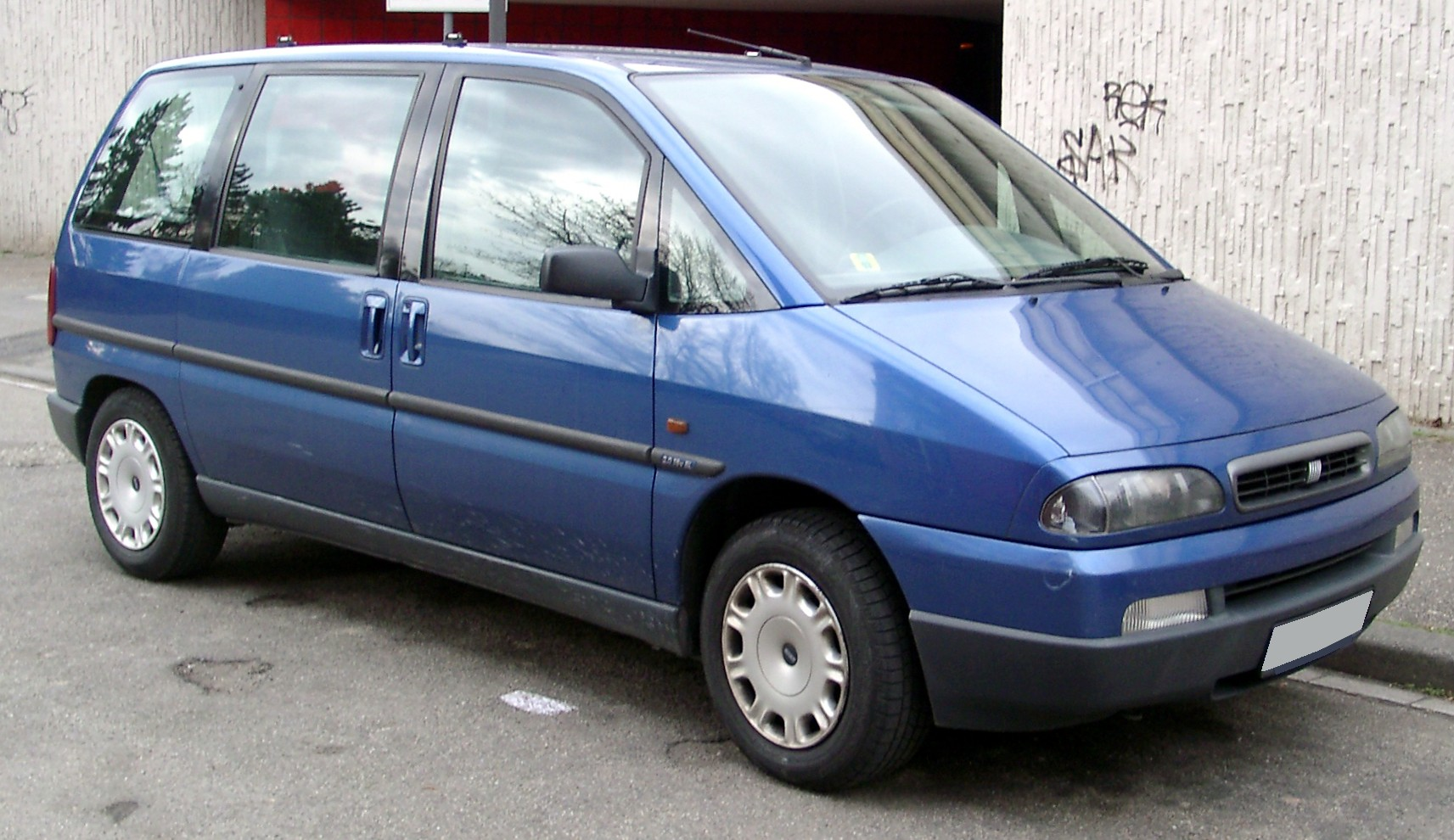
Fiat Ulysse I phase 2
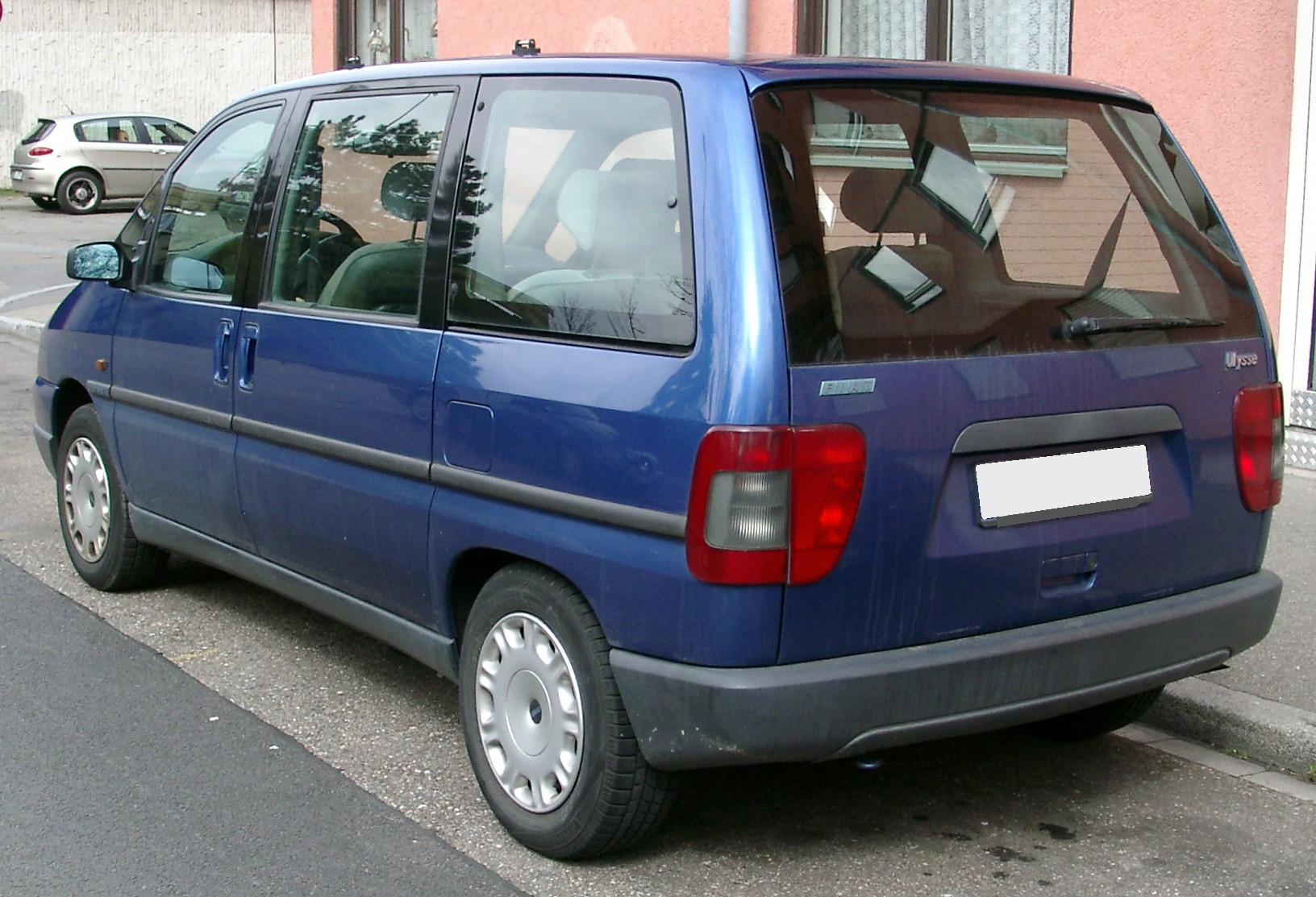
Fiat Ulysse I phase 2

Au total, près de 122 000 Citroën Évasion et 168 078 Peugeot 806 ont été produites dans l'usine Sevelnord de PSA.

## Motorisations
Les motorisations disponibles sont différentes versions des blocs XU (pour l'essence) et XUD (pour le diesel) de chez PSA (à l'exception du modèle HDi qui utilise le nouveau bloc DW).

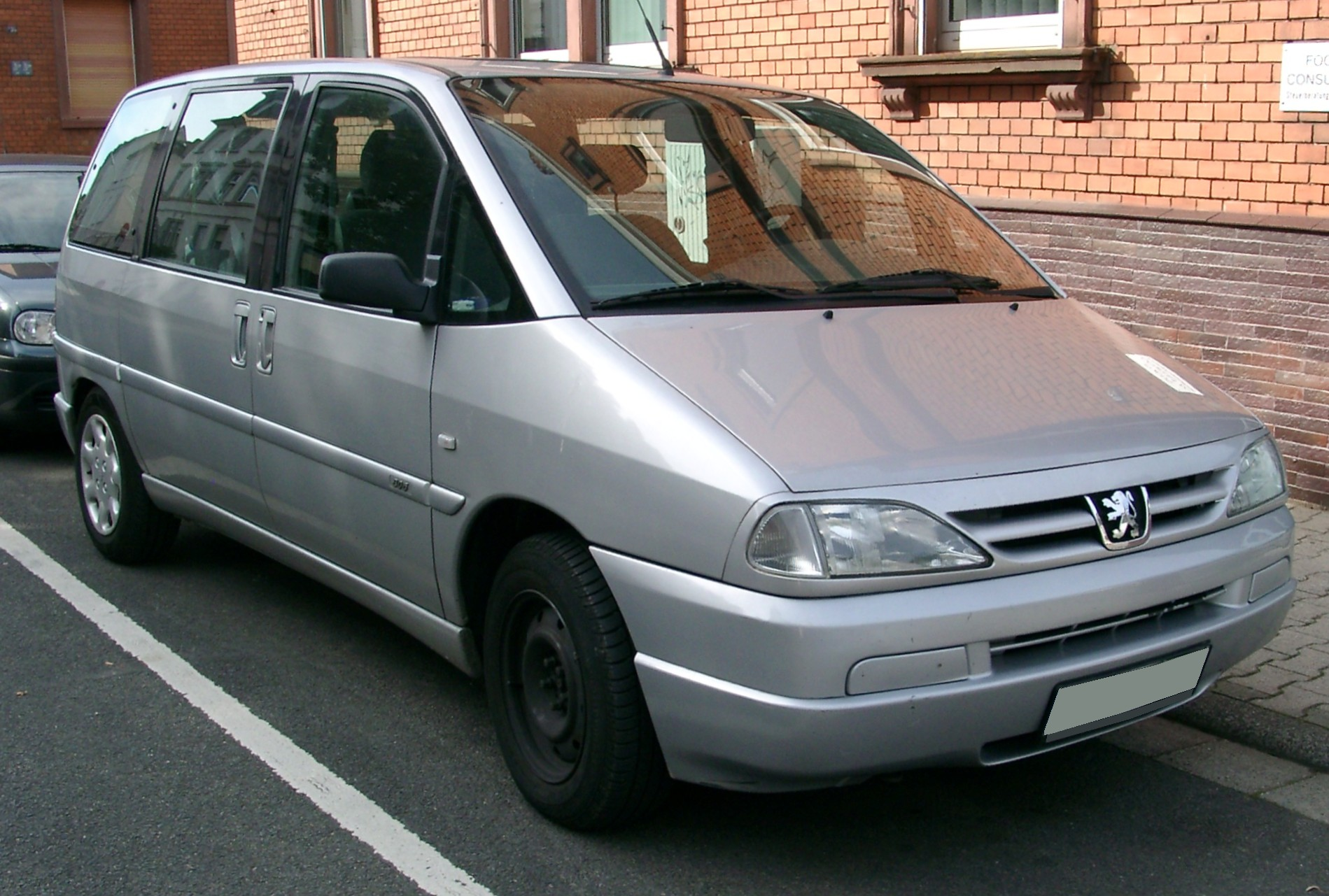
Peugeot 806.
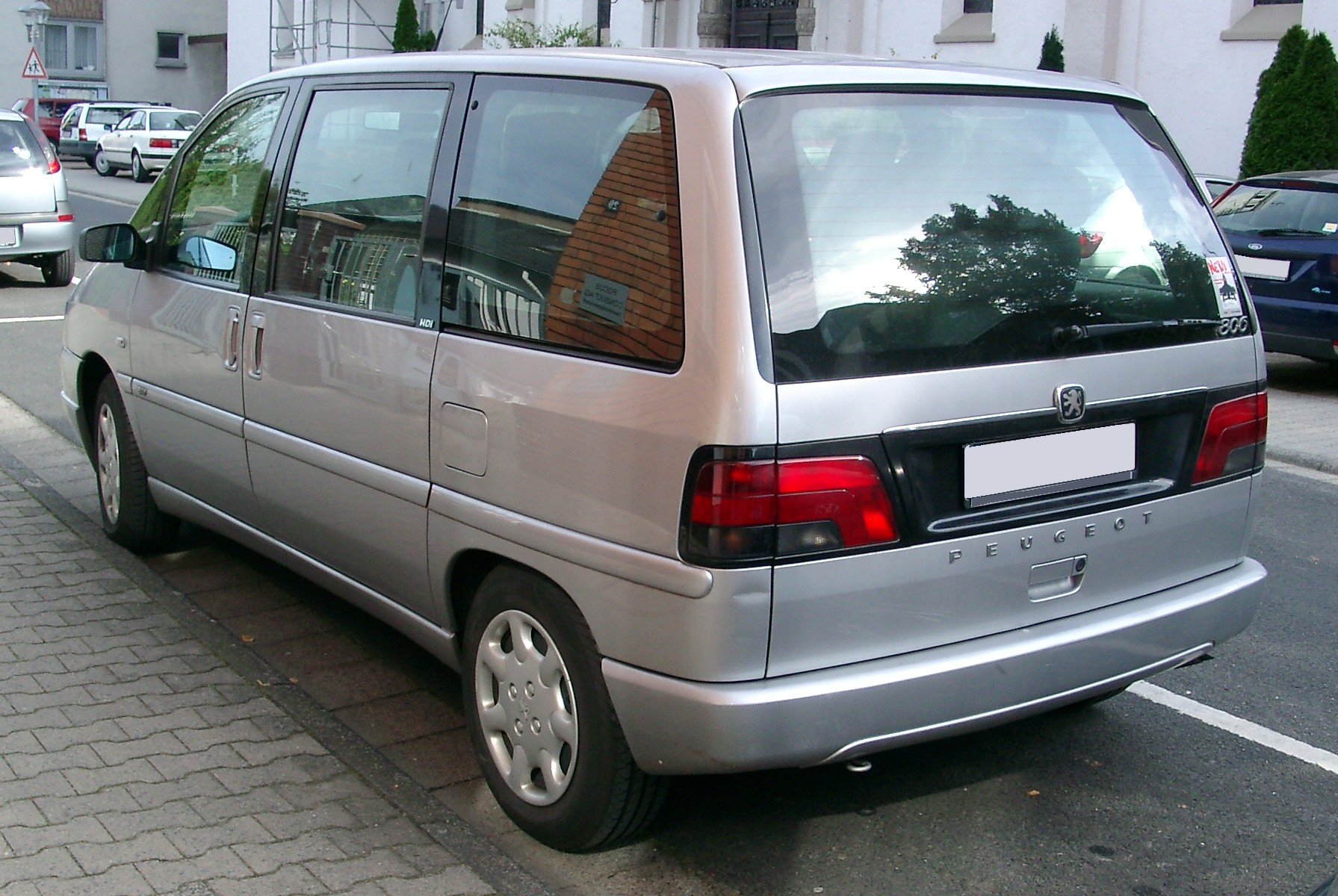
Peugeot 806.

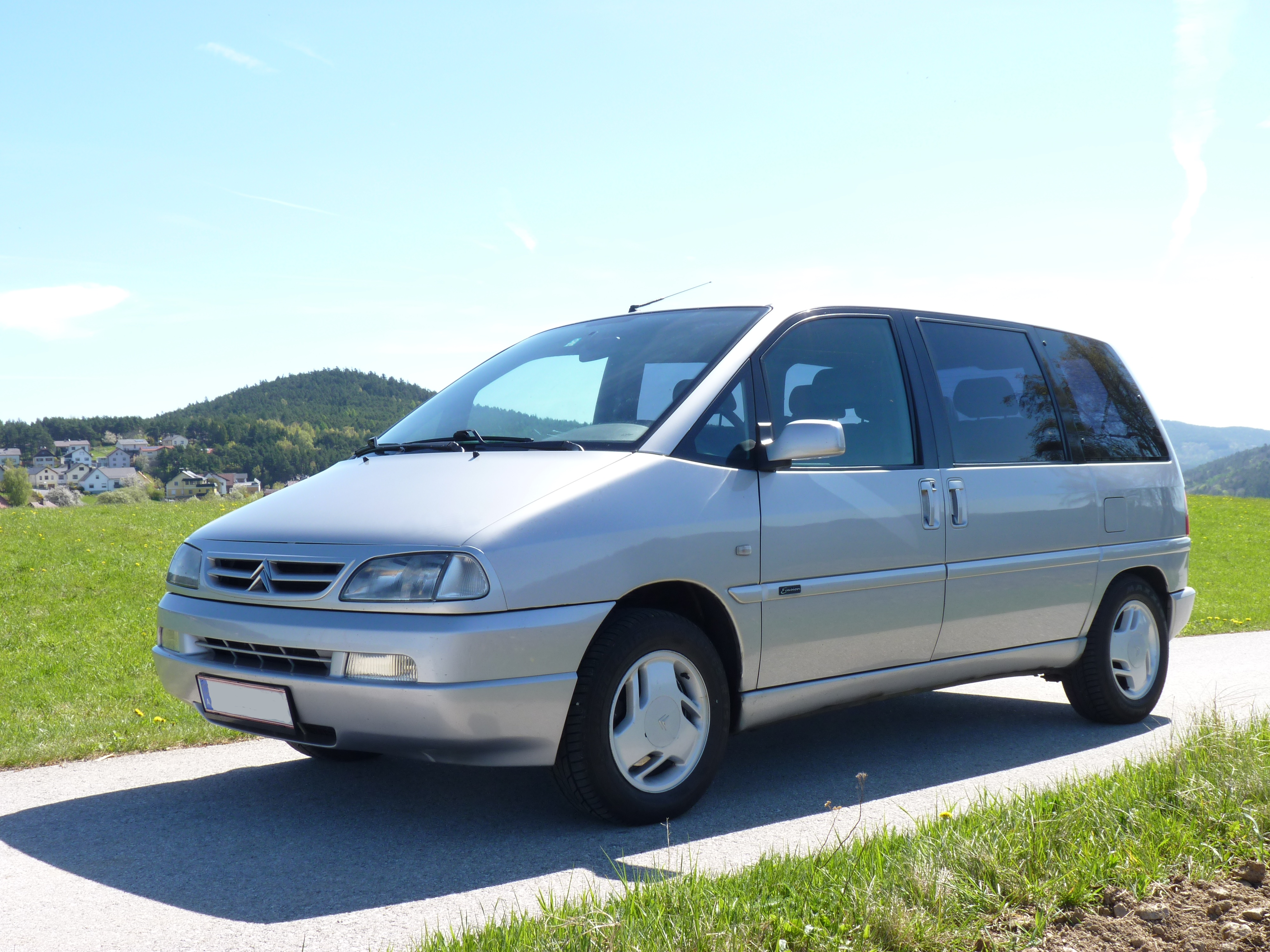
Citroën Évasion.
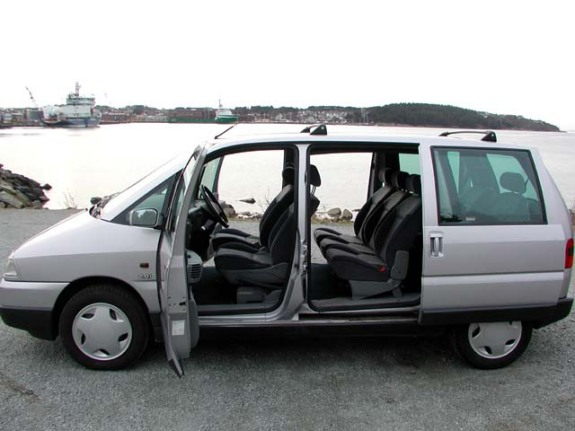
Citroën Évasion.

Ces moteurs sont également utilisés sur différents modèles contemporains de la gamme (notamment les Peugeot 306, 405 et 406, Citroën Xsara et Xantia).

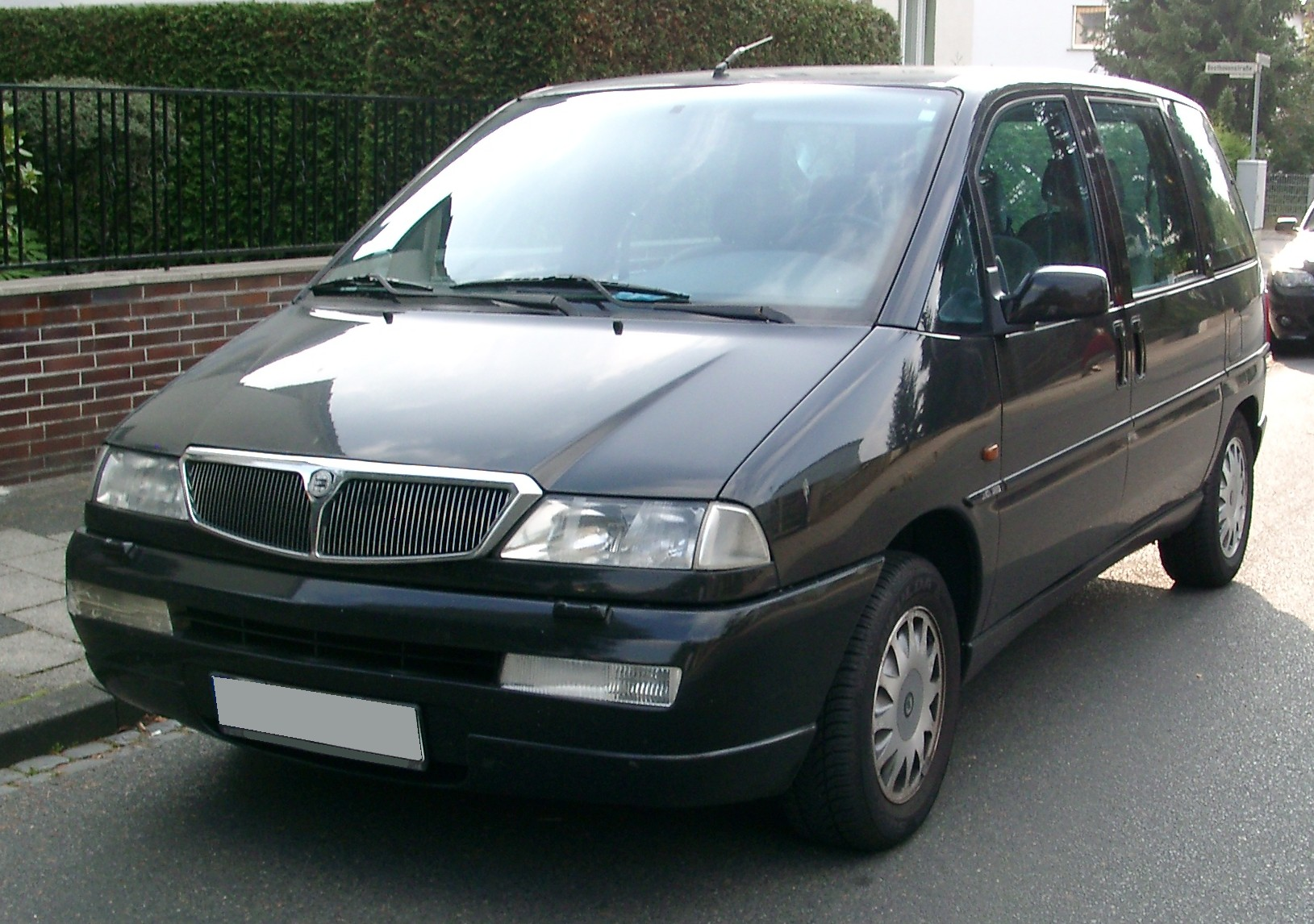
Lancia Zeta.
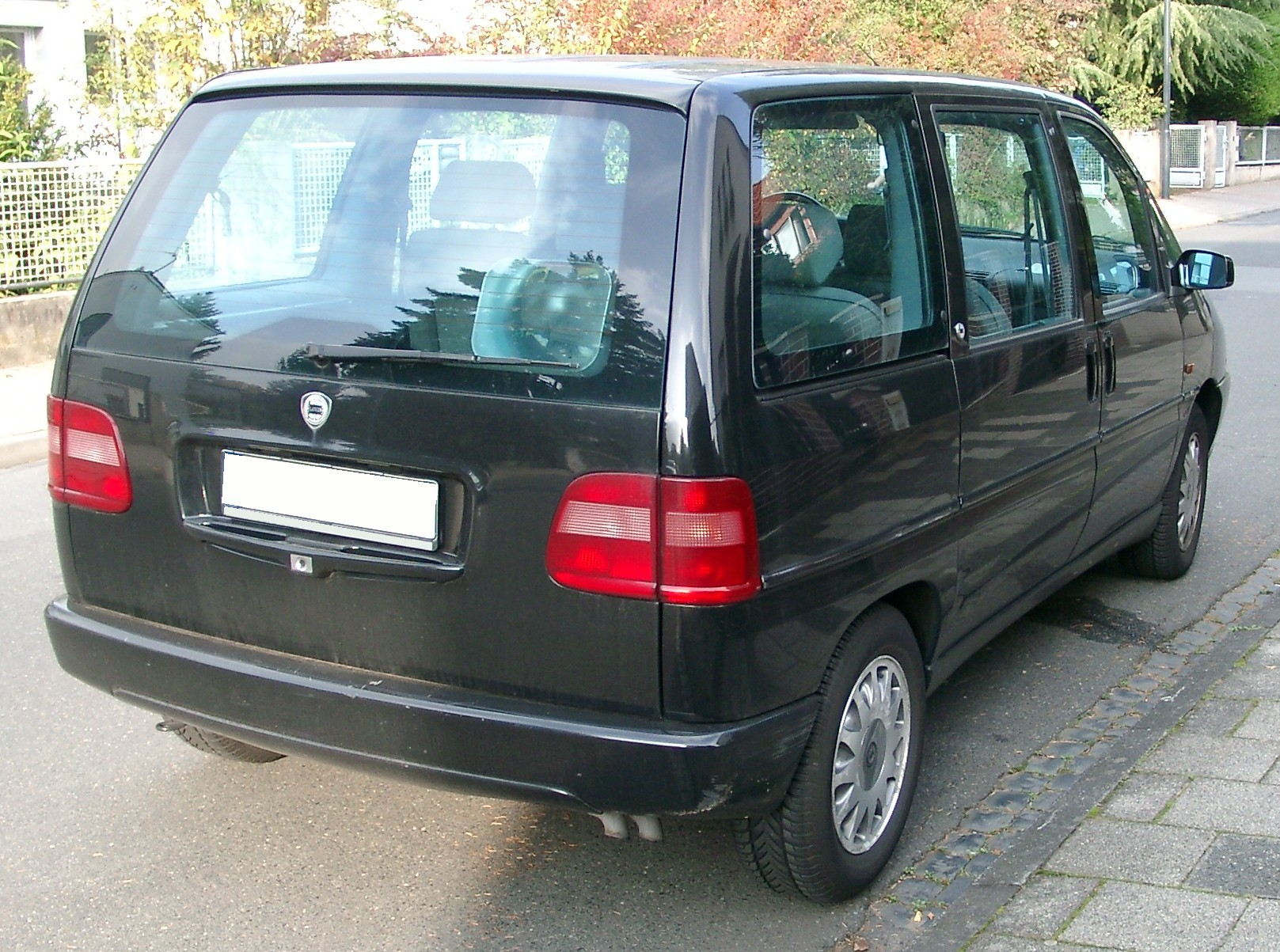
Lancia Zeta.

|                                | 1.8 98                 | 2.0 123                | 2.0 138                | 2.0 138                | 2.0 150                | 1.9 TD 92              | 2.1 TD 110             | 2.0 HDi 110            |
| ------------------------------ | ---------------------- | ---------------------- | ---------------------- | ---------------------- | ---------------------- | ---------------------- | ---------------------- | ---------------------- |
| Année de production            | 1996 - 2001            | 1994 - 2001            | 1999 - 2002            | 1999 - 2002            | 1994 - 2001            | 1995 - 1999            | 1996 - 1999            | 1999 - 2002            |
| Type Moteur                    | XU7JP (LFZ)            | XU10 J2C (RFX)         | XU10 J4R (RFV)         | XU10 J4R (RFV)         | XU10 J2TE              | XU9 DTE/Y              | XUD11 BTE              | DW10 ATED (RHZ)        |
| Cylindrée (en cm3)             | 1 761                  | 1 998                  | 1 998                  | 1 998                  | 1 998                  | 1 905                  | 2 068                  | 1 997                  |
| Alesage x Course (mm)          | 83 x 81                | 86 x 86                | 86 x 86                | 86 x 86                | 86 x 86                | 83 x 88                | 85 x 92                | 85 x 88                |
| Architecture                   | 4 cylindres            | 4 cylindres            | 4 cylindres            | 4 cylindres            | 4 cylindres            | 4 cylindres            | 4 cylindres            | 4 cylindres            |
| Nombre de soupape par cylindre | 2                      | 2                      | 4                      | 4                      | 2                      | 2                      | 3                      | 4                      |
| Puissance maxi                 | 100 ch à 6 000 tr/min  | 122 ch à 5 750 tr/min  | 138 ch à 6 000 tr/min  | 138 ch à 6 000 tr/min  | 150 ch à 5 300 tr/min  | 92 ch à 4 000 tr/min   | 110 ch à 4 300 tr/min  | 109 ch à 4 000 tr/min  |
| Couple maxi                    | 147 N m à 2 600 tr/min | 170 N m à 2 650 tr/min | 180 N m à 4 100 tr/min | 180 N m à 4 100 tr/min | 235 N m à 2 500 tr/min | 196 N m à 2 250 tr/min | 250 N m à 2 000 tr/min | 250 N m à 1 750 tr/min |
| Boîte de vitesses              | BVM5                   | BVM5                   | BVA4                   | BVM5                   | BVM5                   | BVM5                   | BVM5                   | BVM5                   |
| Vitesse maxi (en km/h)         | 165                    | 177                    | 186                    | 186                    | 195                    | 160                    | 175                    | 175                    |
| 0-100 km/h                     | 14,3                   | 13,1                   | 11,9                   | 10,9                   | 10,1                   | 15,5                   | 14,1                   | 15,8                   |
| Consommation (en L/100 km)     | 10,3                   | 10,6                   | 9,7                    | 9,2                    | 11,1                   | 8,2                    | 8,2                    | 6,7                    |
| Émissions de CO2 (en g/km)     | 240                    | 252                    | 232                    | 221                    | 262 à 264              | 215 à 217              | 219 à 225              | 182                    |
| Norme                          | Euro 2                 | Euro 2                 | Euro 3                 | Euro 3                 | Euro 2                 | Euro 2                 | Euro 2                 | Euro 3                 |

## Course
L'édition 1995 des 24 Heures de Spa accueille une étonnante Peugeot 806. La fabrication de cette voiture est entamée en juin seulement chez Kronos reprend des solutions déjà utilisées et éprouvées sur d'autres voitures alignées en compétition. Ainsi, on reprend le bas moteur de la 306 Groupe A de rallye et le haut moteur de la 405 de Supertourisme. Au niveau train roulant, on choisit les suspensions avant de la 405 Mi16 version de 1993 et les suspensions arrière de la 405. Résultat, on arrive à une voiture qui pèse 1 100 kg et motorisée par un moteur 2,0 L de 250 ch. La voiture fut pilotée par le trio Bachelart - Witmeur - Verellen, et les performances étaient bien là puisque la voiture se qualifia en 12e position sur la grille de départ. Hélas, l'aventure se terminait cependant sur casse moteur vers 1 h du matin.

## Séries spéciales

### Peugeot 806
- Tartine et Chocolat (1996)[3], bandes latérales et logos Tartine et Chocolat, sellerie motif rayé beige et blanc avec traitement antisalissure, nombreux éléments intérieurs beiges, livré avec un porte-clefs et un plaid Tartine et Chocolat
- Roland Garros (1997, 1re édition)
- Eden Park (1997)
- Mistral (1998)
- Family (1998)
- Roland Garros (1999, 2e édition)

### Citroën Evasion
- Prestige (1994)
- Harmonie (1996)
- Nouvelles Frontières (début 1998, 1re édition)
- Nouvelles Frontières (fin 1998, 2e édition)
- Millésime (1999)
- Nouvelles Frontières (2001, 3e édition)
- Edition Spéciale (2001) : les premiers clients du véhicule recevaient 3 bande dessinées des franchises Achille Talon, Léonard et Boule & Bill tirées en édition deluxe

## Concepts

### Peugeot 806 Antoine de Saint-Exupéry
Le show car Peugeot 806 Antoine de Saint-Exupéry rend hommage à l'auteur et aviateur français éponyme, mais surtout à son roman la plus célèbre, Le Petit Prince.  La carrosserie de ce show car présenté en 1995 est bleue clair, et parée de nombreux stickers. Son habitacle est blanc cassé, avec quelques éléments noirs (volant et commodos, levier de vitesse). Le velours bleu clair est très présent (planche de bord, contreportes...). On retrouve aussi cette matière sur la sellerie, composée d'astres dorés sur fond de velours bleu clair.

### Peugeot 806 Surf

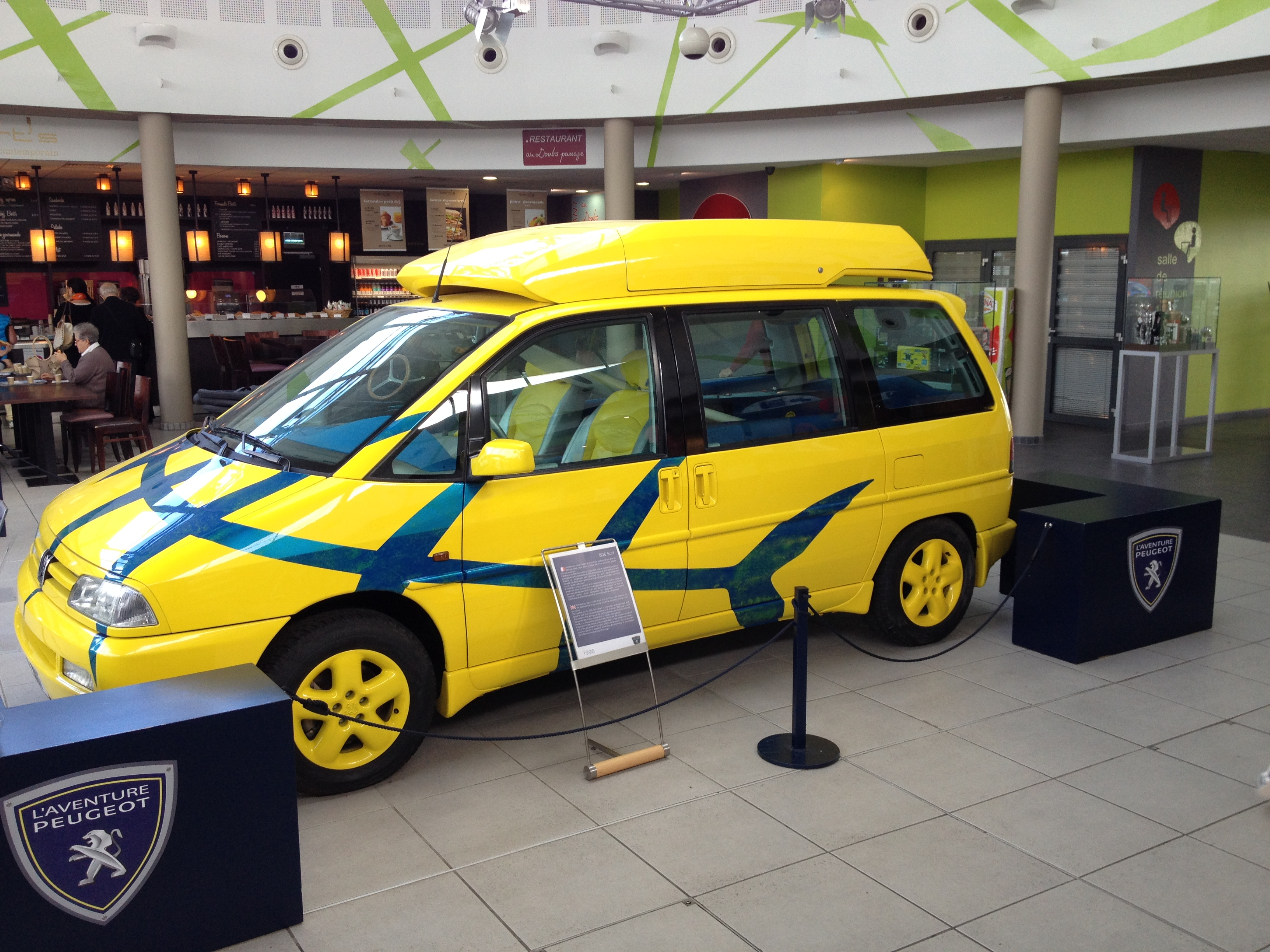
Peugeot 806 Surf.

Le 806 Surf est un show car présenté en 1996 faisant référence au mode de vie associé au surf. Il est entièrement jaune avec des touches de bleu. L'intérieur est aménagé : les sièges arrière laissent place à un lit-banquette.
Ce véhicule est le fruit d'une collaboration entre les équipes de design de Peugeot et les étudiants de l'École nationale supérieure des arts appliqués et des métiers d'art à Paris.

### Peugeot 806 Tartine et Chocolat
Le Peugeot 806 Tartine et Chocolat est réalisé en collaboration avec la marque de vêtements pour enfants du même nom. La voiture est blanche, tout comme ses jantes. Elle a des stickers latéraux Tartine au Chocolat au milieu des bandes bleu layette qui parcourent les côtés de la carrosserie au-dessus des baguettes de protection. L'habitacle est intégralement blanc et bleu layette. Les sièges et les contre-portes ont un tissu à rayures reprenant les mêmes couleurs. Le plancher a une moquette duveuteuse.
Le 806 Tartine et Chocolat est décliné en série spéciale dans le cadre d'une série spéciale éponyme, bien que moins voyante que le show car.

### Peugeot 806 Runabout
En 1997, le 806 sert de base à un concept car au style totalement différent du véhicule de série, inspiré par l'univers du luxe nautique.

Peugeot 806 Runabout
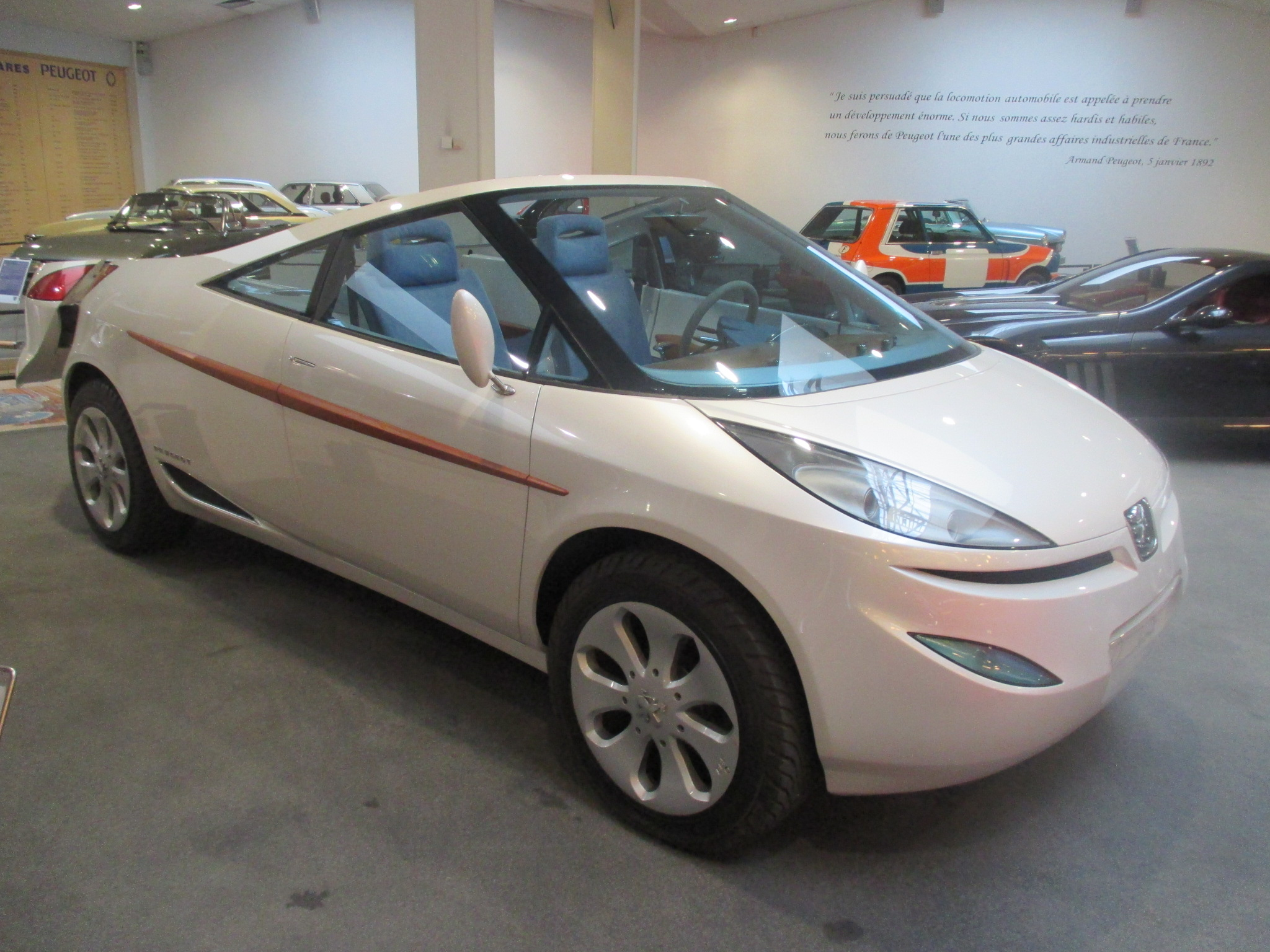
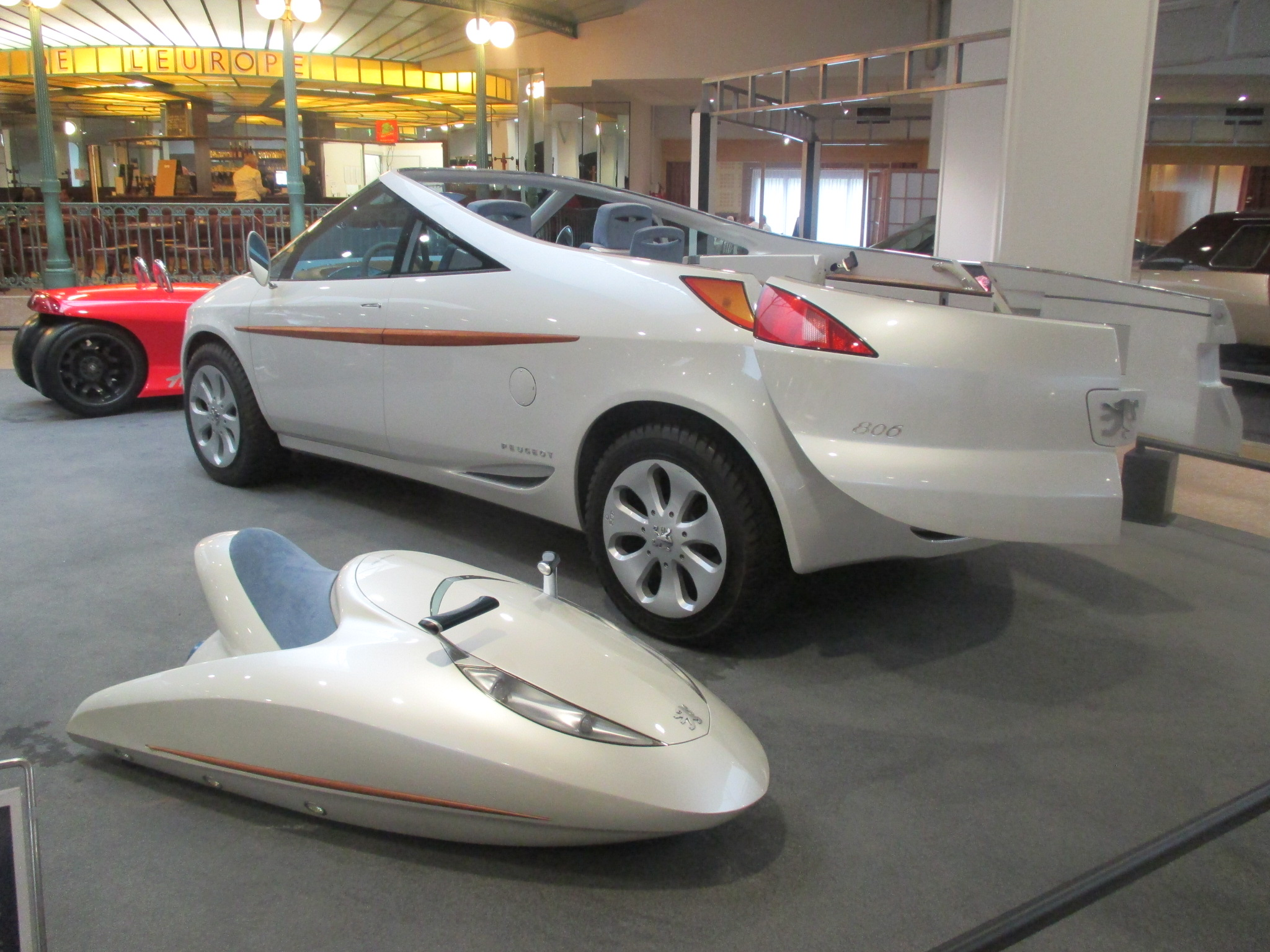
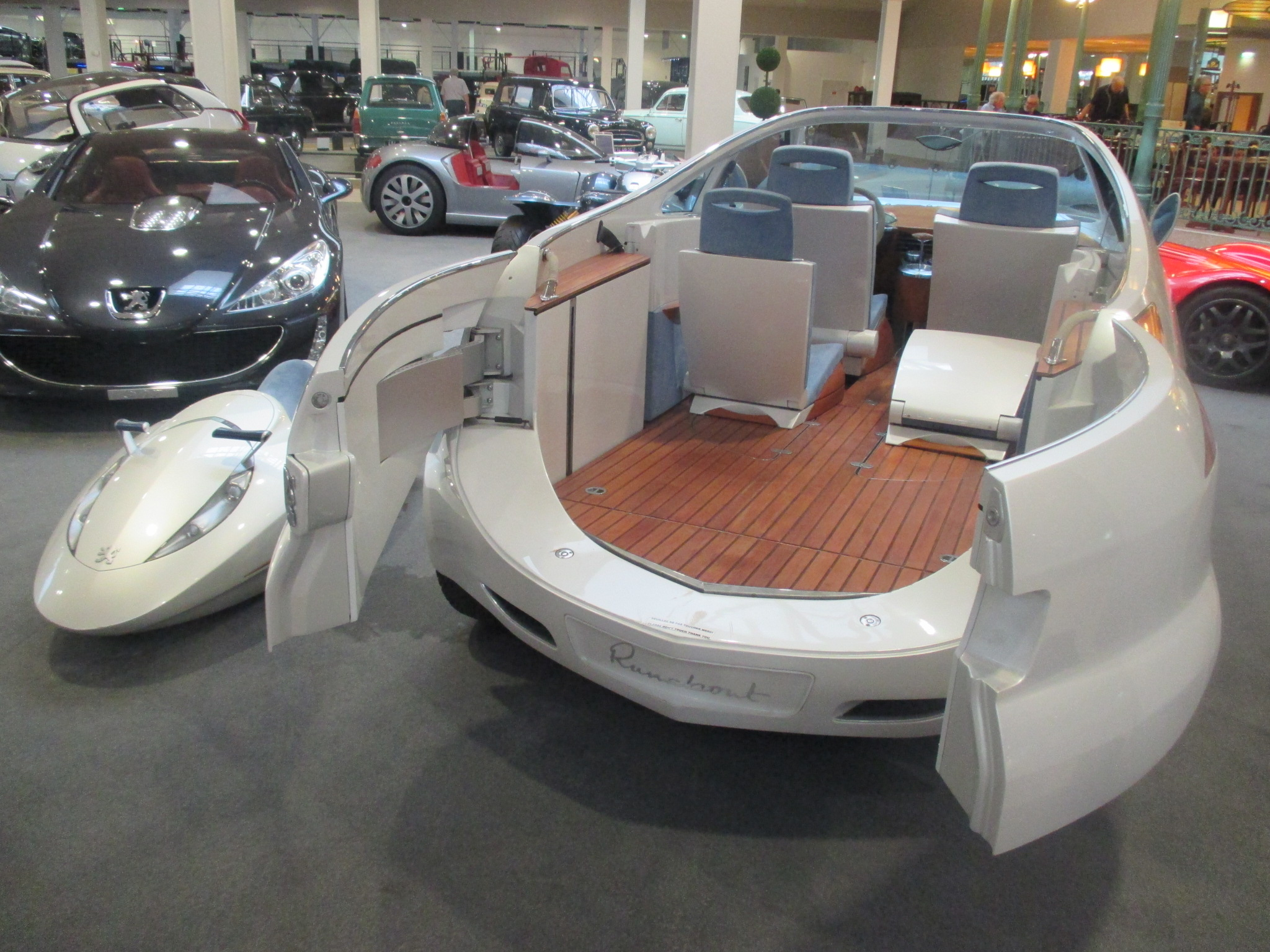
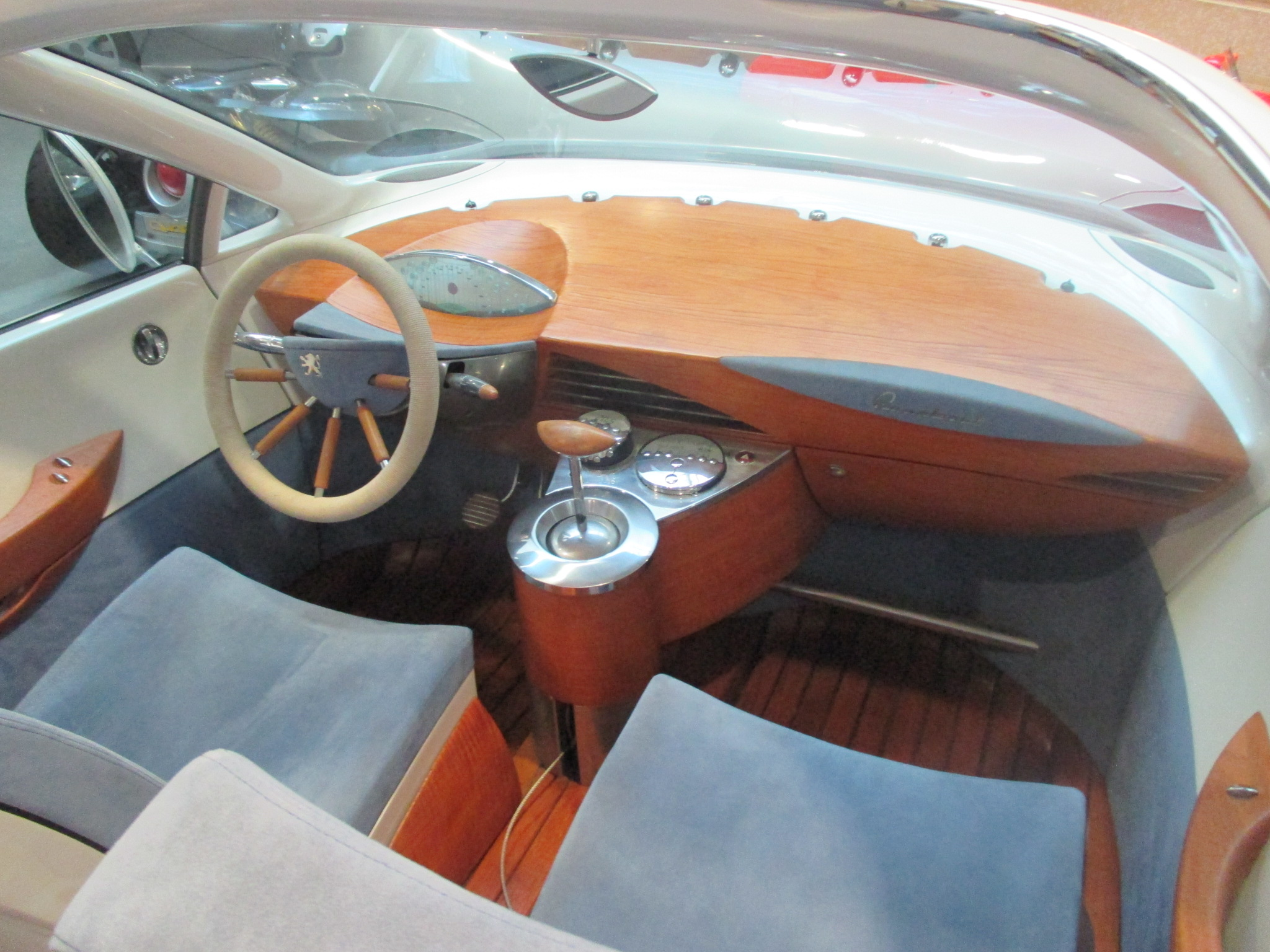

### Photos sur Commons
- Citroën Évasion sur Commons
- Fiat Ulysse sur Commons
- Lancia Zeta sur Commons
- Peugeot 806 sur Commons
- Peugeot 806 Runabout sur Commons